# Haponawa
Haponawa (biał. Гапонава; ros. Гапоново, Gaponowo) – wieś na Białorusi, w obwodzie mińskim, w rejonie łohojskim, w sielsowiecie Krajsk. W 2019 roku liczyła 4 mieszkańców.